# Joe Lapchick
Joseph Bohomiel Lapchick (Yonkers, 12 de abril de 1900 – Nova Iorque, 10 de agosto de 1970) foi um basquetebolista estadunidense, mais conhecido por jogar no Original Celtics nas décadas de 20 e 30. Ele é considerado um dos melhores jogadores centrais da época, juntamente com Tarzan Cooper. Foi introduzido no Basketball Hall of Fame em 1966.
Após encerrar a sua carreira de jogador em 1937, Lapchick tornou-se treinador, iniciando sua nova carreira na Universidade St. John's, onde ficou até 1947, até ser contratado como técnico do New York Knicks. Ele treinou a equipe até 1957, tendo levado a mesma para três finais da NBA consecutivas (1951-53). Após, retornou para St. John's onde treinou até 1965, cinco anos antes do seu falecimento, por ataque cardíaco.